# アロー航空1285便墜落事故
アロー航空1285便墜落事故（アローこうくう1285びんついらくじこ）は、エジプトのカイロから西ドイツのケルン、カナダのガンダーを経由してケンタッキー州フォート・キャンベルに向かっていた米軍隊を運ぶチャーター機（ダグラスDC-8）が墜落した事故である。
1985年12月12日の朝、フォート・キャンベルに向かうためにガンダー国際空港から離陸した直後、機体は失速し、滑走路のはしから約0.5マイルの地点に墜落した。乗員8名と乗客248名、計256名全員が死亡した。2017年現在、カナダでの航空事故で死者が最も多く、DC-8での事故では6年後のナイジェリア航空2120便の墜落事故についで死者数が二番目に多い。
この事故は、カナダ航空安全委員会（CASB）によって調査された。事故原因は、翼の着氷が主なものである。また、クルーが機体の重量を過小見積もりしたため、十分な離陸速度に達する前に上昇をはじめてしまったことも機体が失速する大きな要因になった。しかし一部の調査官は、墜落は原因不明の爆発により発生したという報告を出した。

## 事故当日の1285便

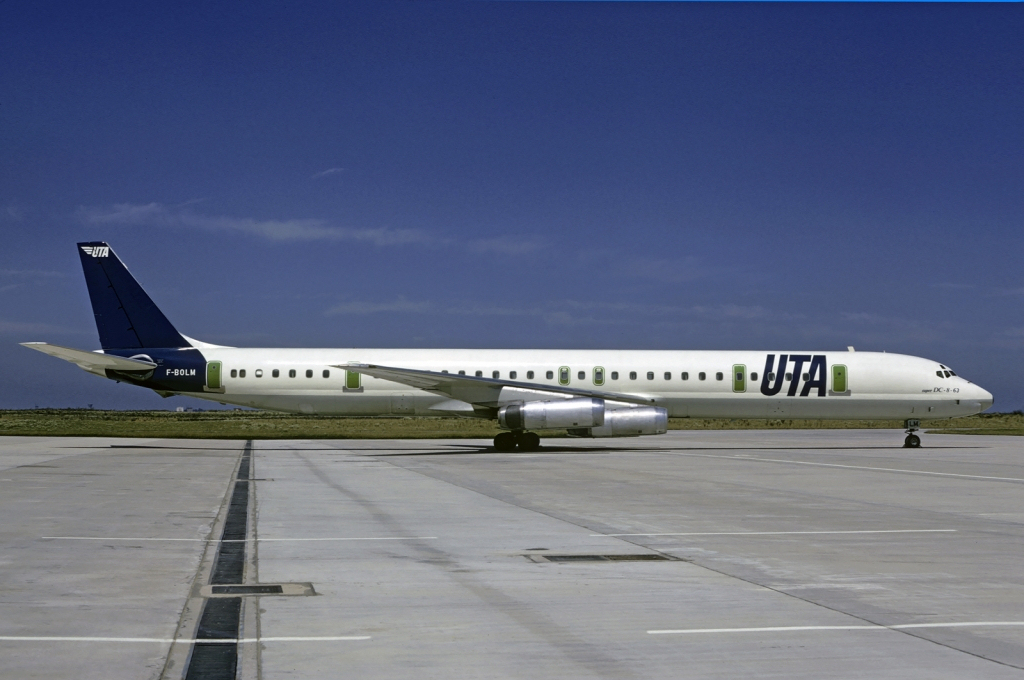
UTAで運用されていた頃の事故機

- 使用機材：ダグラス DC-8-63CF（機体番号：N950JW）
- 乗務員（カイロ国際空港より乗務）
  - 機長：45歳 男性
  - 副操縦士：45歳 男性
  - 航空機関士：48歳 男性
- 客室乗務員:5名
- 乗客：248名

## 事故の概要

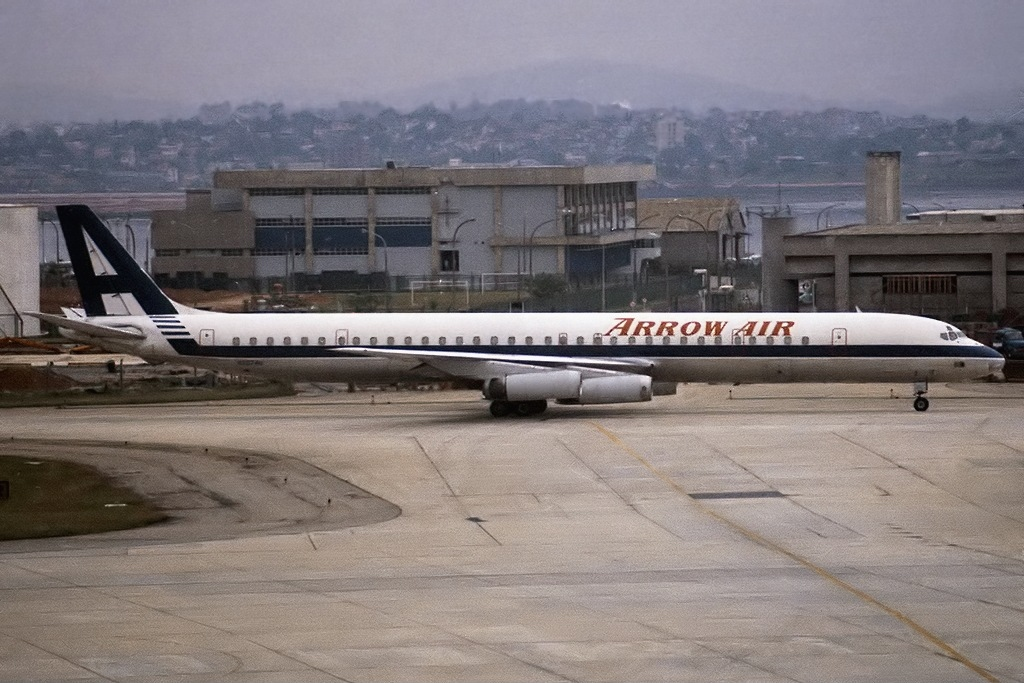
事故機と同型機のアロー航空DC-8

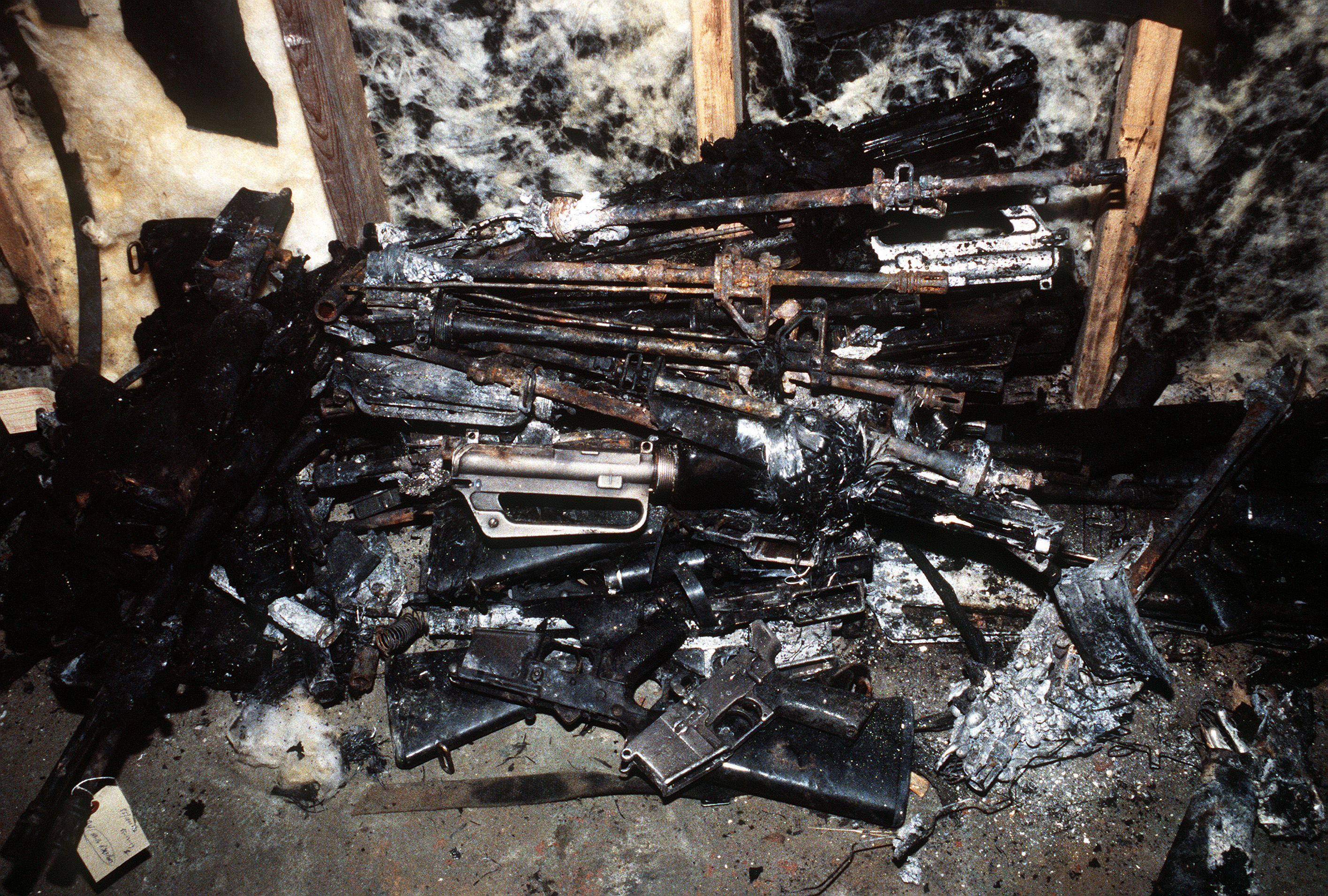
事故機に積まれていた銃など

1285便は、アメリカ陸軍第101空挺師団をフォート・キャンベルへ運ぶためにチャーターされた航空機だった。彼らはシナイ半島駐留多国籍軍監視団での6ヶ月におよぶ平和維持ミッションを終えたあとで、クリスマス休暇のため帰国するところだった。事故機のDC-8（登録番号N950JW）は1969年にアロー航空にリースされた。事故機は事故の1ヶ月前に尻もち事故を起こしており、事故との関連が疑われた。
1285便はケルンとガンダーで燃料補給をした。
1285便は20時35分にカイロ国際空港を出発し、1985年12月12日1時21分にケルンに到着した。
1285便がガンダー空港に到着し、給油する間に乗客は航空機から降りていた。航空機関士が機体の外を見回っていたという証人も居た。
1285便は離陸が滑走路13から滑走路22に変更になり、6時45分に離陸滑走を始めた。約47秒後にクルーの計算した離陸速度である144ノットに達したが機体は167ノットまで加速し、ようやく上昇を開始した。上昇すると、速度は172ノットまであがったが、減速し始め、1285便は降下していった。滑走路22の端から約900フィート（270m）に位置するトランスカナダ高速道路を、低高度で横断した後、さらに機体のピッチが増加し、降下を続けた。
目撃者は高速道路を自動車で走っている時に、1285便が墜落する前に明るい輝きをみたと証言した。
1285便は空き家に衝突し、爆発した。燃料が大量に積まれていたこともあり機体は激しく燃えた。乗客248名と乗員8名全員が死亡した。
墜落の直後にイスラム聖戦機構を名乗る人物から同機の墜落に関する声明が出された。しかしアメリカ国防総省は爆破テロによる墜落の可能性を否定した。

## 事故原因

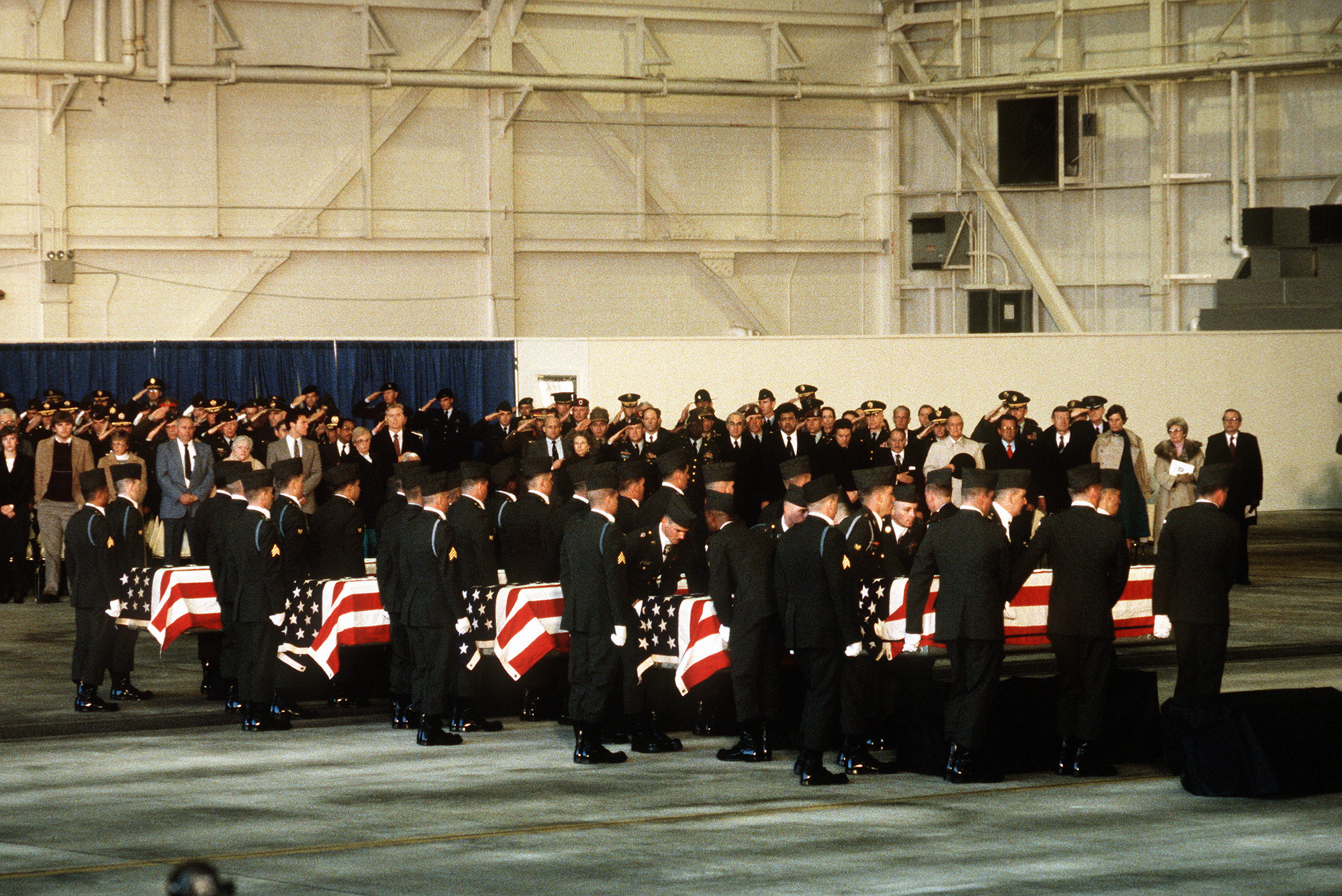
1985年12月16日に記念式典のためドーバー空軍基地に持ち込まれた棺

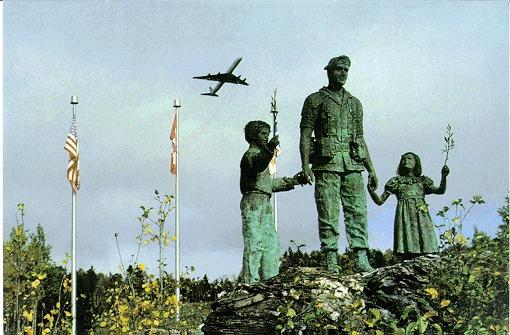
ガンダー湖の「サイレント・ウィットネス」にあるアロー航空1285便の記念碑と離陸するDC-8

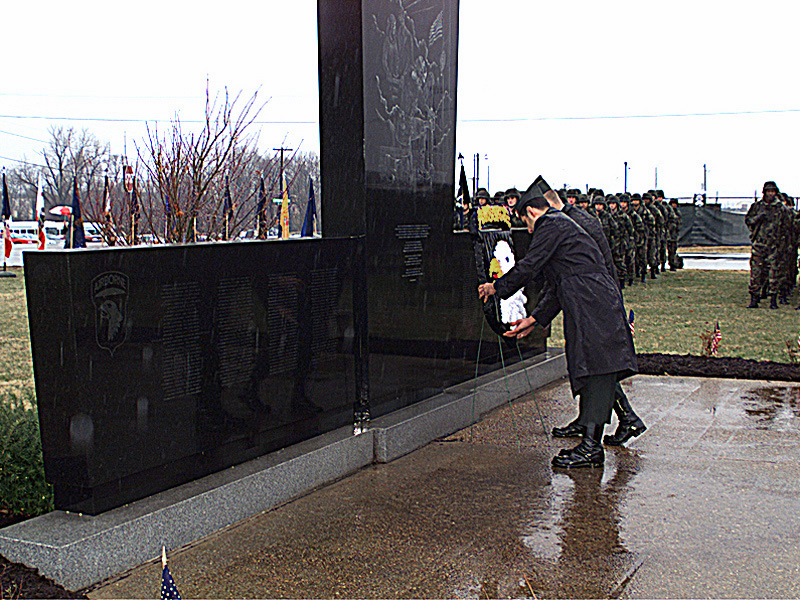
フォート・キャンベルにあるアロー航空1285便の記念碑

当初から重量超過や着氷が墜落を引き起こしたのではないかとの推測がなされた。カナダ航空安全委員会（CASB）が墜落原因を調査し、調査官の9人のうち5人は離陸準備をしている間、当時の気象条件が機体に着氷しやすいもので、さらにDC-8が除氷作業をしていなかったことを突き止めた。CASBは最終報告書を発表した。
CASBは、正確な事故原因を特定することはできなかった。しかし、発見した証拠などから離陸直後に増加していた機体の揚力がすぐに減少し、回復不能なほど低高度で失速したために墜落したであろうと考えている。失速した主な原因として、翼の着氷があげられる。第4エンジンの推力低下や不適切な離陸基準速度などの要因も、着氷によるものだと結論付けた。
CASBの4人（9人中）の調査官は、翼に着氷していたという明確な証拠がないとし、事故原因は「機体に致命的な損傷を与えた爆発によるものだ」とした。
また、コクピットボイスレコーダー（CVR）は故障していたために、記録はなにもされておらず、フライトデータレコーダー（FDR）は、4つの情報のみを記録する古いモデルだったため、どちらの結論が正しいか明らかにはできなかった。ちなみに、フライトデータレコーダーは数週間後に新しいものへ取り替えられる予定だった。
1989年に元最高裁判所判事のウィラード・エステイ（Willard Estey）は、CASBの報告書はどちらの結論も証拠が不十分であると判断した。その結果、墜落原因の有力候補と看做された着氷が起因する墜落事故を抑止できず、CASBに対するカナダ国民の信頼は損なわれた。連邦政府は、CASBを解体し新たなる組織・カナダ交通安全委員会（TSB）を設立して対応した。

## 映像化
- メーデー!:航空機事故の真実と真相 第9シーズン第4話「SPLIT DECISION」